# 吉西拉迪法瓦宫
吉西拉尔迪法瓦宫（Palazzo Ghisilardi Fava）是一座文艺复兴风格的宫殿，位于意大利艾米利亚-罗马涅大区博洛尼亚市中心的曼佐尼街（via Manzoni）4号。这里设有博洛尼亚中世纪博物馆（Medieval Civic Museum of Bologna）。
该建筑建于1484年至1491年，房主是公证官和财政大臣巴托洛梅奥·吉西拉尔迪，设计者是齐利奥·蒙大拿里。他在宫殿的庭院里，建造了中世纪塔楼，名为科诺森蒂塔（Torre dei Conoscenti），因为在14世纪，这里归科诺森蒂家族所有。这座塔在1505年的地震中受损。在墨索里尼时代，这里设有博洛尼亚的法西斯党支部。街对面矗立着加列拉圣母堂（Madonna di Galliera）。